# 5시부터 7시까지의 주희
5시부터 7시까지의 주희(Juhee from 5 to 7)는 한국에서 제작된 장건재 감독의 2022년 드라마 영화이다. 김주령 등이 출연하였다.

## 출연
- 김주령 - 주희 역
- 문호진 - 호진 역